# Bajo tus alas
Bajo tus alas es el décimo álbum de estudio de Niña Pastori, publicado el 27 de abril de 2018 a través de Sony Music.

## Álbum
Tras dos años de silencio musical, en octubre de 2017, Niña Pastori publica el primer adelanto del que sería su décimo trabajo, Desde la azotea. El sencillo fue todo un éxito, aclamado tanto por la crítica como por los fanes. 5 meses más tarde, María publica el segundo single, La habitación. Con este álbum, deja atrás el flamenco-pop y se centra más en la balada, aunque hay canciones que siguen manteniendo su esencia flamenca. Cuenta con la participación de Pablo Alborán, Vanesa Martín, Guaco y Manuel Carrasco. El álbum ha sido escrito mayoritariamente por Niña Pastori y su marido Chaboli. En las dos primeras canciones, Pastora, la hija de ambos colabora en la escritura de los temas. Pablo Alborán compone la tercera canción, además de colaborar en la voz.

### Formato físico
El formato físico se encuentra en digipack, a modo de tríptico desplegable. En el lado derecho se encuentra el CD, enganchado al cartón y en el lado izquierdo una ranura que contiene el libreto. El libreto contiene fotografías, letras de todas las canciones y los créditos. Por la otra cara se encuentra la portada, el tracklist y los agradecimientos. En la portada se encuentra a Niña Pastori con el pelo suelto mirando al horizonte, con un difuminado de color ocre de fondo más su nombre y el del álbum. En el lateral del digipack, tan solo se encuentra su nombre artístico: Niña Pastori y el nombre del álbum: Bajo tus alas.

## Lista de canciones
| N.º | Título                                        | Escritor(es)                                                                            | Duración |  |
| 1.  | «Bajo tus alas»                               | María Rosa García "Niña Pastori", Julio Jiménez "Chaboli", Pastora Jiménez              | 4:07     |  |
| 2.  | «Mi libertad»                                 | María Rosa García "Niña Pastori", Julio Jiménez "Chaboli", Pastora Jiménez              | 3:40     |  |
| 3.  | «La mudanza» (con Pablo Alborán)              | Pablo Alborán                                                                           | 4:04     |  |
| 4.  | «Incomparable»                                | María Rosa García "Niña Pastori", Julio Jiménez "Chaboli"                               | 5:01     |  |
| 5.  | «Me he vuelto a enamorar» (con Vanesa Martín) | María Rosa García "Niña Pastori", Julio Jiménez "Chaboli", Juan Antonio Jiménez "Jeros" | 3:56     |  |
| 6.  | «La habitación»                               | María Rosa García "Niña Pastori", Julio Jiménez "Chaboli"                               | 3:51     |  |
| 7.  | «Corazón de mar»                              | María Rosa García "Niña Pastori", Julio Jiménez "Chaboli"                               | 3:11     |  |
| 8.  | «Rosa»                                        | María Rosa García "Niña Pastori", Julio Jiménez "Chaboli"                               | 3:28     |  |
| 9.  | «Desde la azotea»                             | María Rosa García "Niña Pastori", Julio Jiménez "Chaboli"                               | 3:48     |  |
| 10. | «Por eso canto» (con Guaco)                   | María Rosa García "Niña Pastori", Julio Jiménez "Chaboli"                               | 4:43     |  |
| 11. | «La habitación» (con Manuel Carrasco)         | María Rosa García "Niña Pastori", Julio Jiménez "Chaboli"                               | 4:10     |  |

- Datos: Q56208899